# Географија Сан Марина
Сан Марино се налази у јужној Европи, окружен 39 км дугом границом са Италијом. Ово је трећа најмања независна држава у Европи, након Ватикана и Монака. Заузима површину од 60,5 км², што је приближно површини Сиракузе и Њујорка. Има влажну суптропску климу, са средње хладим зимама и топлим сунчаним летима.  Планине покривају 17% територије. Неколико река пролази кроз Сан Марино, а највеће су Ауса, Марано и река Сан Марино.

## Политичка географија
Сан Марино је подељен у 9 градова. То су:
- Акувавива
- Борго Мађоре
- Кијесамова
- Домањано
- Фаетано
- Фјорентино
- Монтеђардино
- Серавале
- Сан Марино